# 빈고야와타역
빈고야와타역(일본어: 備後八幡駅)은 일본 히로시마현 쇼바라시에 위치한 서일본 여객철도 게이비 선의 철도역이다. 단선 승강장 1면 1선의 구조를 갖춘 지상역이다.

## 역 주변
- 스가 간이 우체국

## 역사
- 1935년 6월 15일 : 일본국유철도 산신 선의 도조 - 오누카 간 연신에 의해 개업.
- 1937년 7월 1일 : 산신 선이 게이비 선의 일부가 되어, 이 역도 그 소속으로 한다.
- 1983년 10월 31일 : 무인역화.
- 1987년 4월 1일 : 일본국유철도 분할 민영화에 의해, 서일본 여객철도가 승계.
- 2012년 4월 28일 : 역 앞의 우체국에서의 간이 위탁 판매를 해제.

## 인접 역
| 서일본 여객철도 게이비 선 | 서일본 여객철도 게이비 선 | 서일본 여객철도 게이비 선 |
| ------------------------- | ------------------------- | ------------------------- |
| 도조 니미 방면            | □ 쾌속 · ■ 보통           | 우치나 히로시마 방면      |